# Hævnen
Hævnen (La venganza), traducida como En un mundo mejor aunque también conocida por su título en inglés In a Better World, es una película dano-sueca de 2010 dirigida por Susanne Bier y escrita por Anders Thomas Jensen. Hævnen ganó los premios Globo de Oro 2011 como mejor película en lengua no inglesa y el Óscar de 2010 como mejor película extranjera.

## Argumento
La película tiene lugar entre un pequeño pueblo de Dinamarca y un campo de refugiados de Sudán. Elias, de 12 años, es  hijo de Anton, un médico sueco quien trabaja para una ONG en Sudán. Elias sufre de acoso en la escuela, pero es defendido por Christian, un estudiante nuevo. Christian vino de Londres junto a su padre, Claus. Elias y Christian se hacen amigos. 
Elias y Christian tienen conflictos familiares. El padre de Elias está a punto de divorciarse de su esposa Marianne. La madre de Christian murió de cáncer y él culpa a su padre de lo sucedido.
Posteriormente, los dos chicos deciden, en un acto de venganza, hacer volar el camión de un mecánico cruel.

## Reparto
- Mikael Persbrandt: Anton
- Trine Dyrholm: Marianne
- William Jøhnk Nielsen:  Elias, hijo de Anton y Marianne
- Ulrich Thomsen: Claus
- Markus Rygaard:Christian, hijo de Claus
- Kim Bodnia: Lars
- Wil Johnson: médico

## Palmarés cinematográfico
Premios Óscar 2010
| Categoría                 | Resultado |
| ------------------------- | --------- |
| Mejor película extranjera | ganadora  |

Premios Globo de Oro 2011
| Categoría                 | Resultado |
| ------------------------- | --------- |
| Mejor película extranjera | ganadora  |

Festival de Cine Europeo de Sevilla 2010
| Categoría       | Resultado |
| --------------- | --------- |
| Mejor dirección | ganadora  |
| Mejor guion     | ganadora  |

Festival Internacional de Cine de Roma 2010
| Categoría                               | Resultado |
| --------------------------------------- | --------- |
| Premio Marco Aurelio por mejor película | ganadora  |